# قائمة النساء اللواتي قدن ثورة أو تمرد
هذه قائمة بالنساء اللواتي قدن ثورةً أو تمرداً. الثورة هي محاولة منظّمة للإطاحة بسلطة الدولة الحالية عن طريق تمرد أو انتفاضة.

## النزاعات المسلحة

### قبل 1000 م

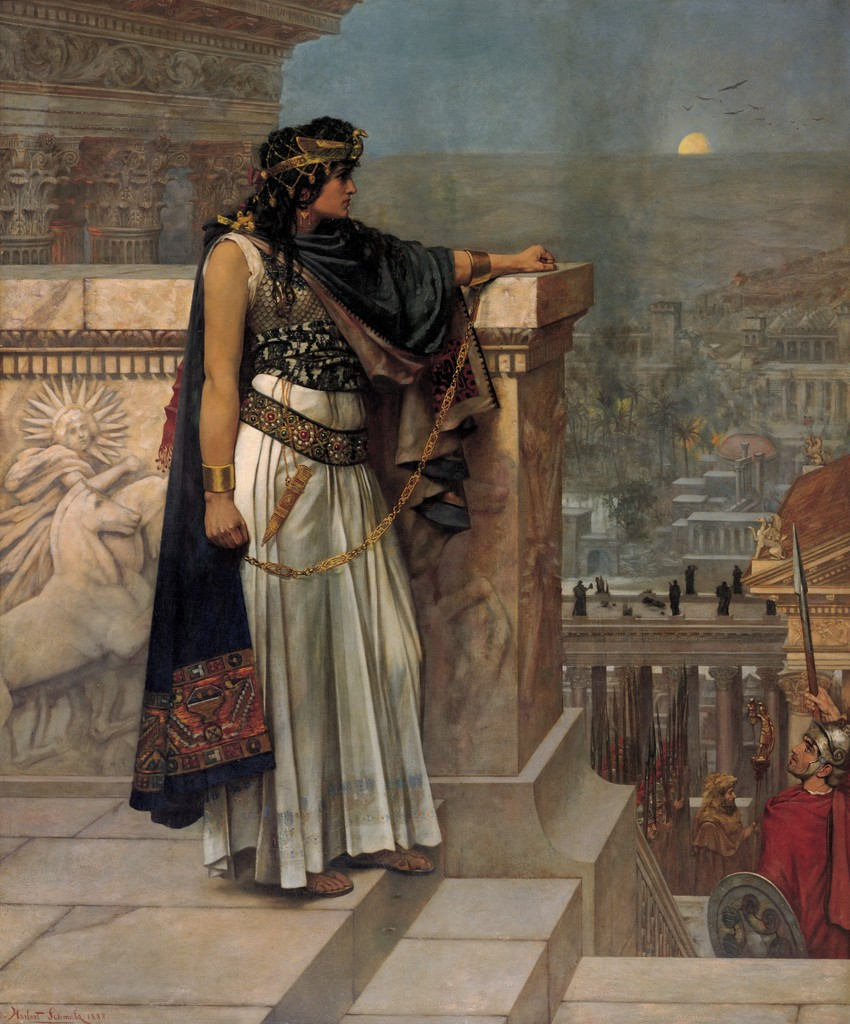
نظرة الملكة زنوبيا الأخيرة على تدمر، هربرت شمالتس.

- في 280 قبل الميلاد، قامت أميرة أسبرطة تشيليدونيس بإمداد مؤن المحاربين على الحائط أثناء حصار أسبرطة. كانت حبل المشنقة حول عنقها لتظهر لزوجها كليونيموس أنها لن تؤخذ على قيد الحياة.[1]
- في القرن التاسع قبل الميلاد، وفقا للتاريخ الأسطوري لبريطانيا جمعت الملكة جويندولن جيشا وقاتلت زوجها السابق لوكرينوس في حرب أهلية على عرش بريطانيا فهزمته وأصبحت مَلكة.[2][3]
- في عام 131 قبل الميلاد، قادت ملكة مصر كليوباترا الثانية تمردًا ضد بطليموس الثامن وطردته مع كليوباترا الثالثة خارج مصر.
- في 42 قبل الميلاد، نظمت فولوفيا زوجة مارك أنطوني انتفاضة ضد أغسطس قيصر.[4]
- في 14، قادت الأم لو تمرد الفلاحين[5] ضد وانغ مانغ من سلالة هان الغربية الحاكمة.
- في 40، تمردن الأخوات ترونج بنجاح ضد حكم أسرة هان الصينية واعتبرن بطلات وطنيات في فيتنام.
- في 60-61، قادت بوديكا زعيمة سلتي في بريطانيا انتفاضة هائلة ضد القوات الرومانية المحتلة.[6] حاول الرومان رفع معنويات قواتهم من خلال إعلامهم بأن جيشها يحتوي على عدد نساء أكثر من الرجال.[7]
- في 69-70، كان لفيليدا من قبيلة بروكتيري الألمانية تأثير كبير في ثورة باتافي فتم الاعتراف بها كقائدة إستراتيجية، وكاهنة، ونبية، وآلهة.[8]
- في عام 270، قادت زنوبيا ملكة تدمر الامبراطورية ثورة ضد الإمبراطورية الرومانية، وسيطرت قواتها على مصر الرومانية وأجزاء من آسيا الصغرى.[9]
- قادت الملكة ماوية في عام 378 تمردًا ضد الجيش الروماني[10] فهزمتهم مرارًا وتكرارًا ثم تفاوض الرومان أخيرًا على الهدنة معها وفق ظروفها.[11]
- في القرن السابع قادت الكاهنة ديهيا المقاومة الأمازيغية ضد الفتح الإسلامي للمغرب.
- في أواخر القرن العاشر: تمردت جوديث ضد مملكة أكسوم في إثيوبيا.[12]

### 1000 - 1899
- في القرن الخامس عشر قادت (ماير أو سيراغين) عشائر إيرلندية إلى التمرد.
- في 1539، قادت غايتانا من بايز (سكان شمال كاوكا الأصليين في كولومبيا) مقاومة مسلحة ضد الاستعمار الاسباني. نُحت نصبها التذكاري من قبل رودريغو أريناس ونُصب في نيفا عاصمة هويلا في كولومبيا.[13][14][15]
- في عام 1630، قادت نزينجا من ندونغو وماتامبا من مملكة ماتامبا سلسلة من الثورات ضد البرتغاليين. فانضمت إلى الجمهورية الهولندية لتشكل أول تحالف أفريقي أوربي ضد معتدي أوروبي آخر.[16]
- في 1716، قادت ماريا تمرد العبيد على كوراساو الهولندية.
- في عام 1720-1739، قادت الجدة ناني (الزعيمة الروحية لمارون جامايكا) العبيد المتمردين في حرب المارون الأولى ضد البريطانيين.[17]
- في عام 1748، ماريتجي أرينتس قادت باشترسوبرور.
- في 1760-1790، كانت راني فيلو ناشيار ملكة هندية تعود للقرن 18 من (سيفاغانغاي، تاميل نادو) كانت راني فيلو ناشيار أول ملكة تحارب البريطانيين في الهند.
- في عام 1763، قادت غابرييلا سيلانغ ثورة ضد الإسبان لإقامة إيلوكوس المستقلة، التي بدأها زوجها دييغو سيلانغ بعد اغتياله في 1763.
- في عام 1778 قادت التازارا تشويزا تمرد ضد الإسبان في الإكوادور.[18]
- في عام 1780، تمردت هويلاك نيوسكا من قبيلة كولا ضد الاسبان في تشيلي.
- في عام 1781، قادت مانويلا بيلتران فلاحين نيوغرانادين (الآن كولومبيا) إلى ثورة ضد الحكومة الاسبانية مما اشعل ثورة كومونييروس.
- في عام 1781 قادت امرأة أيمارا جريجوريا أبازا انتفاضة ضد الإسبان في بوليفيا.
- في عام 1782، تم القبض على امرأة أيمارا بارتولينا سيسا وأعدمت بسبب قيادة انتفاضة محلية ضد الإسبان في بوليفيا.
- في 25 أكتوبر من 1785 تمردت الطبيبة توبورينا من تونغفا ضد الإسبان مما أدى إلى هجوم ضد مشن سان غابرييل أركانجيل.
- في 1796-1798، كانت وانغ كونجير زعيمة وقائدة تمرد لوتس الأبيض في الصين.
- في عام 1803، قادت لورينزا أفيماناي ثورة ضد الاحتلال الإسباني في الإكوادور.[19]
- في عام 1819 قادت أنتونيا سانتوس فلاحي نيوغرانادين (الآن كولومبيا) للتمرد في مقاطعة سوكورو ضد القوات الاسبانية الغازية خلال الاستيلاء على غرناطة الجديدة. تم القبض عليها في نهاية المطاف، كانت متهمة بالخيانة العظمى وحكم عليها بالإعدام وماتت طلقا من قبل فرقة اطلاق النار.
- في عام 1821، كانت لاسكارينا بوبولينا قائدة للبحرية اليونانية[20][21][22][23] التي قادت قواتها الخاصة خلال حرب الاستقلال اليونانية حتى سقوط الحصن في 13 نوفمبر 1822. بعد وفاتها أصبحت الأدميرال للقوات البحرية الروسية الملكية.
- في عام 1824، قادت كيتر تشيناما تمردا مسلح ضد البريطانيين ردا على عقيدة الفاصل وانتهت المقاومة باستشهادها.[24]
- في عام 1831، أنشأت إميليا بلاتر زوجة الكونت مجموعتها الخاصة للقتال في انتفاضة نوفمبر البولندية وأصبحت ضابطة لشركة المشاة في رتبة قائد.
- في 1843-1844، كانت الأمة كارلوتا إحدى القادات الثلاث لتمرد الرقيق من سنة السوط في كوبا.
- في 1857-1858، كانت راني لاكشميباي من جانسي واحدة من قواد التمرد الهندي عام 1857. كما قادت بيجوم هزرت مهال فرقة من مؤيديها ضد البريطانيين في الثورة.
- في 1896 تمردت نيهاندا نياكاسيكانا الزعيمة الروحية لشونا ضد استعمار زيمبابوي.

### 1900 وما بعده
- في عام 1900، قادت ييا أسانتيوا إمبراطورية آشانتي في حرب البراز الذهبي ضد البريطانيين.

- في عام 1919، قادت روزا لوكسمبورج رابطة سبارتاكوس في تمرد ضد قوى مجلس نواب الشعب في ألمانيا بعد ثورة نوفمبر 1918.
- في عام 1950، قادت بلانكا كاناليس انتفاضة جايويا في بورتوريكو ضد الحكومة الفيدرالية للولايات المتحدة. وبعد قيادة قوات المتمردين، ألقي القبض عليها لقتلها ضابط شرطة وإصابة ثلاثة آخرين.
- في عام 1958، قادة الراهبة البوذية التبتية آني باتشن تمرد العصابات من 600 مقاتل على ظهر الخيل ضد الدبابات الصينية الشيوعية.
- في فترة 1986-1987، قادت أليس أوما تمردًا ضد قوات الحكومة الأوغندية.
- في 1 يناير 1994، أمرت القائدة رامونا باحتلال[25] مدينة سان كريستوبال دي لاس كاساس في انتفاضة جيش زاباتيستا للتحرير الوطني.

## الثورات والتمردات السلمية

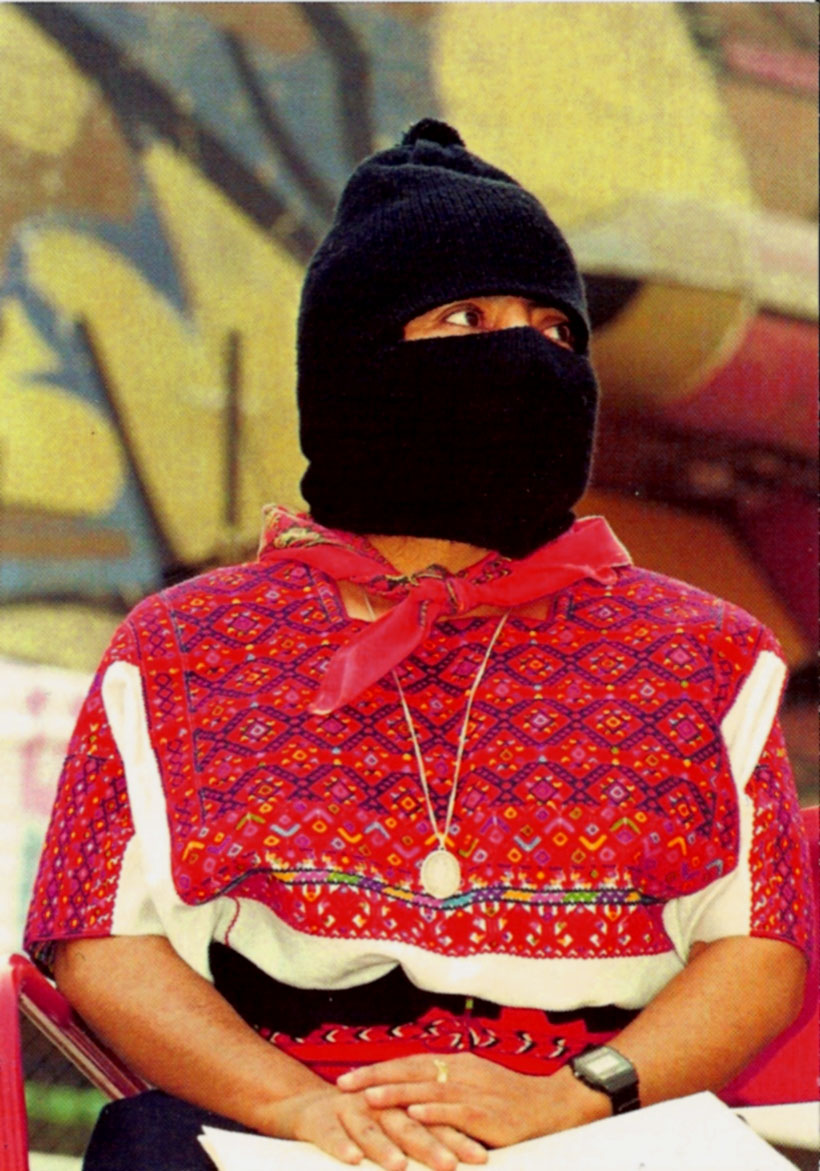
كوماندانتا رامونا

- في 5 أكتوبر 1789، ضربت امرأة شابة الطبل وقادت مسيرة النساء إلى فرساي، في ثورة ضد لويس السادس عشر ملك فرنسا، واقتحمن القصر وأعلنت الثورة الفرنسية.[26]
- في عام 1947، قادت فونميلايو رانسوم-كوتي اتحاد نساء أبيوكوتا في ثورة أسفرت عن تنازل الملك إيغبا السامي أوبا أديمولا الثاني.[27]
- في عام 1986، قادت كورازون أكينو ثورة قوة الشعب التي أطاحت بفرديناند ماركوس.[28]
- في عام 2003، قامت ناشطات السلام الأفريقيات ليما غبوي وكومفورت فريمان بتنظيم منظمة نساء ليبيريا والعمل الجماعي من أجل السلام، وقدن ثورة ضد العنف من خلال الاستيلاء على مبنى وحصار الرجال في الداخل[29] فأدت أعمالهن إلى وضع حد للحرب الأهلية الليبيرية الثانية، مما أدى إلى انتخاب إلين جونسون سيرليف لرئاسة ليبيريا، وهي امرأة تتولى رئاسة دولة أفريقية.[30]
- في عام 2004، شكلت يوليا تيموشينكو كتلة يوليا تيموشينكو وأصبحت قائدة المعارضة الأوكرانية، وقادت قيادتها الحشود خلال الثورة البرتقالية في أوكرانيا.[31]
- في عام 2011، كان لأسماء محفوظ البالغة من العمر 26 عاما دورًا فعال[32] في بدء الاحتجاجات التي بدأت الانتفاضة في القاهرة.[33] فبدأت الثورة المصرية عام 2011.[34] حثت أسماء الشعب المصري على الانضمام إليها في احتجاج يوم 25 يناير في ميدان التحرير لإسقاط نظام مبارك.[35] قامت باستخدام مدونات الفيديو ووسائل التواصل الاجتماعي وانتشرت بشكل كبير.[36] دائمًا ما كانت تحث الناس على عدم الخوف.
- في عام 2011، قادت آية فيرجيني تور،[37] أكثر من 40,000 امرأة[38] في العديد من الاحتجاجات السلمية التي تحولت عنيفة[39] في ثورة[40] ضد لوران غباغبو[41] في ساحل العاج.